# Метаморфни скали
Метаморфните скали са скали, получени при преобразуването на магмени или седиментни скали под въздействието на висока температура и налягане в недрата на Земята или близо до земната повърхност под действието на топлината на внедряващи се в тях интрузивни маси.
Метаморфните скали, образувани в недрата на Земята се характеризират със своята шистозност, формирана под въздействието на голямото налягане и се наричат кристалинни шисти. За сметка на глините и във връзка с увеличаването на степента на метаморфизъм възникват филити, слюдени шисти и гнайси – шистови скали с голямо количество гранитен материал. За сметка на мергелите или на основните магмени скали се образуват хлоритови и актинолит-хлоритови (зелени) шисти и амфиболити. На много големи дълбочини се образуват еклогитите – различни видове гранитни скали. При метаморфизма пясъчниците и варовиците се преобразуват в кварцити и мрамори. Метаморфни скали, образувани в контакт с интрузиви (контактен метаморфизъм), имат характерна роговидна структура. За сметка на глинестите и други алумосиликатни скали се образуват различни роговидни скали (пироксенови, биотитови, амфиболитови и др.), а за сметка на варовиците – мрамори, боксити – корундови скали (наждаки). Много често метаморфните скали се съпровождат с метасоматични скали.
Когато изходната скала може да бъде определена, името на новообразуваната метаморфна скала се формира, като се използва представката „мета“, например: метагранит, метагабро, метаконгломерат, метапсамит и т.н. В случаи, когато за изходната скала (протолита) е известна само групата, към която принадлежи, се използват представките „орто“ и „пара“; например: ортогнайс, когато протолитът е даден вид магмена скала и парагнайс – когато протолитът е седиментна скала.